# Eberhard Kreul
Eberhard Kreul (* 6. November 1937; † 9. November 2018) war ein deutscher Gitarrenbauer. Er lebte und arbeitete in Erlbach (Vogtland).

## Leben und Wirken
Kreul lernte das Handwerk des Gitarrenbaus bei seinem Vater. Er konnte so ab 1960 eine über hundertjährige Familientradition fortsetzen und die über mehrere Generationen gewonnenen Erfahrungen einbringen.
In seiner Meisterwerkstatt entstanden besondere Gitarren, so z. B. seit 1995 das „Modell Carlevaro“ (ohne herkömmliches Schallloch) und eine Doppelboden-Gitarre. Für diese beiden Gitarrentypen erhielt er das Patentrecht.
Berühmte Gitarristen, die Kreul-Gitarren spielen, sind u. a. Abel Carlevaro († 2001), Aldo Lagrutta, Eduardo Fernández und Pal Paulikovics.

## Auszeichnungen
- 1. Preis beim Internationalen Gitarrenbauwettbewerb in Kutna Hora (Tschechische Republik).